# Papaver setosum
Papaver setosum là một loài thực vật có hoa trong họ Anh túc. Loài này được Pesckhova mô tả khoa học đầu tiên.